# Ancylolomia
Ancylolomia é um gênero de mariposa pertencente à família Crambidae.